# Filomena Costa
Filomena Costa (* 22. Februar 1985) ist eine portugiesische Langstreckenläuferin.

## Karriere
Ihr Marathondebüt gab sie am 8. Mai 2011 beim Prag-Marathon, bei dem sie nach 2:33:34 h ins Ziel lief.
Am 22. Februar 2015 gewann sie den Sevilla-Marathon mit 2:28:00 h. Ende August lief sie den Marathon bei den Leichtathletik-Weltmeisterschaften in Peking. Sie benötigte für den Lauf 2:31:40 h und erreichte Platz 12.

## Persönliche Bestleistungen
- Halbmarathon: 1:12;46 h, 18. Januar 2015, Viana do Castelo
- Marathon: 2:28:00 h, 22. Februar 2015, Sevilla-Marathon